# Mókuscickányok
A mókuscickányok (Scandentia) a méhlepényes emlősök alosztályába tartozó Euarchonta csoport egy rendje. Két család és húsz ma élő faj tartozik a rendbe.
A mókuscickányok valójában nem cickányok, de sokáig a rovarevők rendjébe sorolták őket. Később, anatómiai okokból a főemlősök rendjében kaptak helyet, és egy igen primitív félmajomnak tartották őket. A genetikai vizsgálatok alapján azonban önálló rendet érdemelnek.
A mókuscickányok és a repülőmakik közös ősének fejlődése mintegy 70 millió éve, a késő kréta időszakban vált külön a főemlősökétől; e két rend egymástól mintegy 55 millió éve különült el.
Érdekességük, hogy az állatok közül az ő testtömeghez viszonyított agytömegük a legnagyobb. (Még az emberénél is nagyobb.)

## Rendszerezés
A rend az alábbi családokat, nemeket és fajokat foglalja magában.
- Mókuscickányfélék (Tupaiidae), 4 nem
- Anathana, 1 faj
  - Indiai mókuscickány (Anathana ellioti)

- Dendrogale, 2 faj
  - Simafarkú mókuscickány (Dendrogale melanura)
  - Egérképű mókuscickány (Dendrogale murina)

- Tupaia – valódi mókuscickányok, 15 faj
  - Északi mókuscickány (Tupaia belangeri)
  - Tupaia chrysogaster
  - Közönséges mókuscickány (Tupaia glis)
  - Karcsú mókuscickány (Tupaia gracilis)
  - Indonéz mókuscickány (Tupaia javanica)
  - Hosszúlábú mókuscickány (Tupaia longipes)
  - Kis mókuscickány (Tupaia minor)
  - Tupaia moellendorffi
  - Hegyi mókuscickány (Tupaia montana)
  - Nikobár-szigeteki mókuscickány (Tupaia nicobarica)
  - Palawani mókuscickány (Tupaia palawanensis)
  - Tarka mókuscickány (Tupaia picta)
  - Vörösfarkú mókuscickány (Tupaia splendidula)

Az alábbi kettő fajt néhány rendszerben a Lynogale nembe különítik el
- - Tana vagy nagy mókuscickány (Tupaia tana) vagy (Lynogale tana)
  - Csíkoshátú mókuscickány (Tupaia dorsalis) vagy (Lynogale dorsalis)

- Urogale, 1 faj
  - Fülöp-szigeteki mókuscickány (Urogale everetti)
- Ptilocercidae, 1 nem
  - Ptilocercus, 1 faj
    - Nyílfarkú mókuscickány (Ptilocercus lowii)

## Elterjedésük, élőhelyük
Hátsó-Indiát és az Indiai-óceán szigeteit lakják.

## Jellemzőik
Hosszúkás fejük csupasz, tompa orrban végződik. Testük karcsú, a farkuk hosszú, bozontos, kétsorosan szőrös; bundájuk sűrű és puha. 38–44 foguk közül a szemfogak rövidebbek, mint a metszőfogak. Végtagjaikon öt-öt ujj nő. A talpuk meztelen, a külön álló ujjakon rövid, sarló alakú karmok nőnek. A nőstény négy emlője a hasán van.
Fákon élnek; a földre ritkán ereszkednek le. Nappal járnak táplálékuk (főleg rovarok és gyümölcsök) után. Evés közben gyakran ülnek mókusok módjára, és ilyenkor kezeikkel tartják zsákmányukat.
A legtöbb mókuscickány vajmi kevés figyelmet fordít az ivadékgondozásra – olyannyira, hogy az anyáknak két fészkük van: egy, amiben maguk laknak és egy másik, amiben a kicsinyeiket helyezik el. Az ivadékokat mindössze kétnaponta egyszer, akkor is csak öt–tíz percre keresik fel, hogy megetessék őket. Emiatt a mókuscickányok tejében kivételesen sok a tápanyag.